# Костюченко, Пётр Андреевич
Пётр Андреевич Костюченко (1917—1945) — майор Рабоче-крестьянской Красной Армии, участник Великой Отечественной войны, Герой Советского Союза (1945).

## Биография
Пётр Костюченко родился 9 февраля 1917 года в селе Ворошиловка (ныне — Вольное Волновахского района Донецкой области Украины). После окончания восьми классов школы работал слесарем на Мариупольском судоремонтном заводе. В 1938 году Костюченко был призван на службу в Рабоче-крестьянскую Красную Армию. В 1940 году он окончил курсы политруков. С октября 1941 года — на фронтах Великой Отечественной войны. Принимал участие в боях на Южном, Северо-Кавказском, 3-м и 4-м Украинском, 1-м Белорусском фронтах. К апрелю 1945 года майор Пётр Костюченко командовал батальоном 1052-го стрелкового полка 301-й стрелковой Сталинской дивизии 9-го стрелкового Бранденбургского корпуса 5-й ударной армии 1-го Белорусского фронта. Отличился во время боёв в Германии.
14 апреля 1945 года батальон Костюченко участвовал в боях к северо-востоку от Зеелова. Подняв своих бойцов в атаку, Костюченко с ними успешно прорвал немецкую оборону, уничтожив в общей сложности около 400 солдат и офицеров противника, ещё 210 взяв в плен. За последующие сутки, непрерывно наступая, батальон продвинулся на 12 километров вперёд. 16 апреля 1945 года на подступах к городу Гузов Костюченко вновь поднял свой батальон в атаку, и был убит в бою. Похоронен в городе Костшин-над-Одрой.
Указом Президиума Верховного Совета СССР от 31 мая 1945 года за «образцовое выполнение боевых заданий командования на фронте борьбы с немецкими захватчиками и проявленные при этом мужество и героизм» майор Пётр Костюченко посмертно был удостоен высокого звания Героя Советского Союза. Также был награждён орденами Ленина, Красного Знамени, Отечественной войны 1-й и 2-й степеней, Красной Звезды, рядом медалей.